# Rhonda Hughes
Pour les articles homonymes, voir Hughes.
Rhonda Jo Hughes, née Rhonda Weisberg le 28 septembre 1947,  est une mathématicienne américaine, professeure émérite de mathématiques au collège Bryn Mawr. Elle est présidente de l'Association for Women in Mathematics (AWM) en 1987-1988.

## Biographie
Rhonda Hughes grandit dans le sud de Chicago. Elle fréquente le lycée de Gage Park, puis elle entreprend des études d'ingénieur à l'université de l'Illinois à Urbana-Champaign puis travaille durant un semestre avant de reprendre des études de mathématiques à l'université de l'Illinois à Chicago grâce une bourse de l'État de l'Illinois. Elle y obtient son doctorat en 1975, sous la direction de Shmuel Kantorovitz, avec une thèse intitulée Semi-Groups of Unbounded Linear Operators in Banach Space. Elle commence sa carrière d'enseignante à l'université Tufts, puis obtient un fellowship d'une année au Bunting Institute de Radcliffe College. Elle est nommée en 1980 au collège Bryn Mawr, une université d'arts libéraux pour femmes de Pennsylvanie. À Bryn Mawr, elle est notamment directrice du département de mathématiques pendant six ans et titulaire de la chaire Helen Herrmann de mathématiques. Elle devient professeure émérite en 2011.
Elle est présidente de l'Association for Women in Mathematics (AWM) en 1987-1988. Elle a siégé à la commission des sciences physiques, des mathématiques et des applications du United States National Research Council. 

## Favoriser l'accès des femmes aux études de mathématiques
Rhonda Hughes Rhonda et Sylvia Bozeman, sa collègue de Spelman College, une université d'arts libéraux pour femmes d'Atlanta, ont créé deux programmes pour faciliter l'accès des étudiantes aux études de mathématiques.
Le premier est un programme de mathématiques d'été Spelman-Bryn Mawr destiné aux étudiantes de licence de 1992 à 1994. En 1998, elles ont également fondé le programme EDGE (Enhancing Diversity in Graduate Education), un programme de transition pour aider les étudiantes diplômées à aborder un cursus d'études supérieures en mathématiques.

## Honneurs et distinctions
Hughes reçoit le Distinguished Teaching Award de la Mathematical Association of America en 1997. En 2004, elle a reçu le prix AAAS Mentor Award for Lifetime Achievement décerné pat l'Association américaine pour l'avancement des sciences (AAAS), en 2010 le prix Humphreys for Mentorship of Undergraduate Women in Mathematics de l'Association for Women in Mathematics et en 2013, elle a reçu le prix Elizabeth Bingham du Philadelphia Chapter de l'Association for Women in Science. 
En 2017, elle est nommée membre d'honneur de l'Association for Women in Mathematics dans la classe inaugurale. 